# Drycothaea cribrata
Drycothaea cribrata är en skalbaggsart som beskrevs av Bates 1881. Drycothaea cribrata ingår i släktet Drycothaea och familjen långhorningar.
Artens utbredningsområde är:
- Guatemala.
- Honduras.

Inga underarter finns listade i Catalogue of Life.